# نادي كشالين لكرة السلة
نادي كشالين لكرة السلة (بالبولندية: AZS Koszalin) هو فريق كرة سلة بولندي تأسس في سنة 1968 يقع مقره في كشالين. يلعب في الدوري البولندي لكرة السلة. فاز مرة واحدة بكأس بولندا.

## وصلات خارجية
- الموقع الرسمي